# Nyabarongo
El Nyabarongo es el principal río de Ruanda. Forma parte de la cuenca del Nilo. El río nace en el bosque de Nyungwe, en un lugar que algunos consideran la más alejada de las fuentes del Nilo. Desde allí fluye hacia el norte y luego hacia el sureste del país, donde desemboca en el río Kagera, del que es el principal tributario.

## Curso

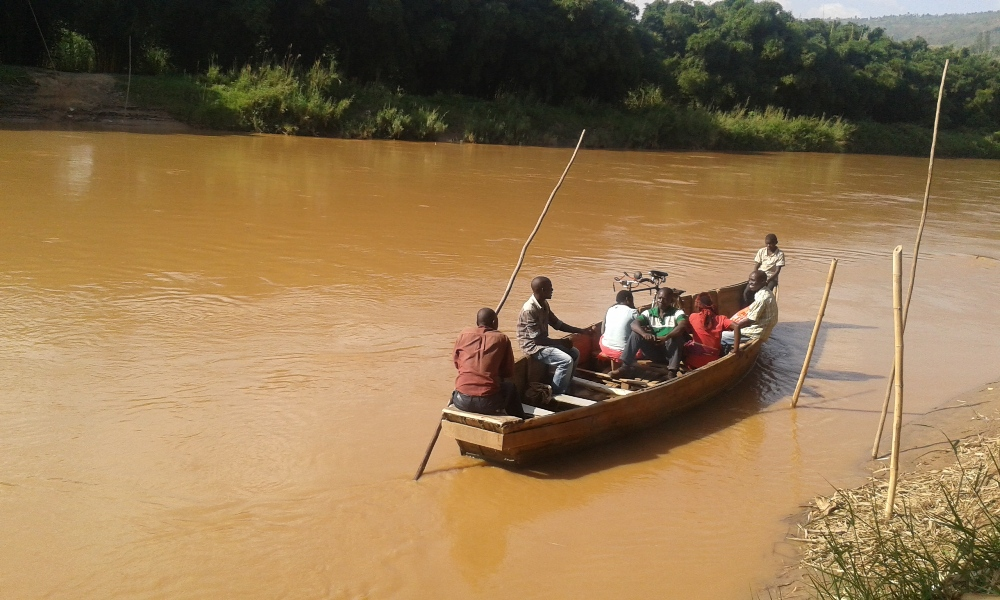
Personas en piragua en el Nyabarongo

El Nyabarongo nace de una serie de arroyos en el sudoeste de Ruanda. El más largo ellos, el Rukarara surge en el bosque Nyungwe, a pocos kilómetros al sur de Gisovu. En sus primeros kilómetros el Nyabarongo recibe el nombre de Mwongo. Fluye hacia el norte, hasta la confluencia con el río Mbrirurume, entre las localidades de Bwakira y Masango. Desde esta confluencia, recibe el nombre de Nyabarongo.
Cuando el Nyabarongo confluye a su vez con el Akanyaru, da lugar al nacimiento del río Akagera, y, aguas abajo, al recibir este por la derecha al río Ruvubu, da lugar finalmente al río Kagera.

## Humedales

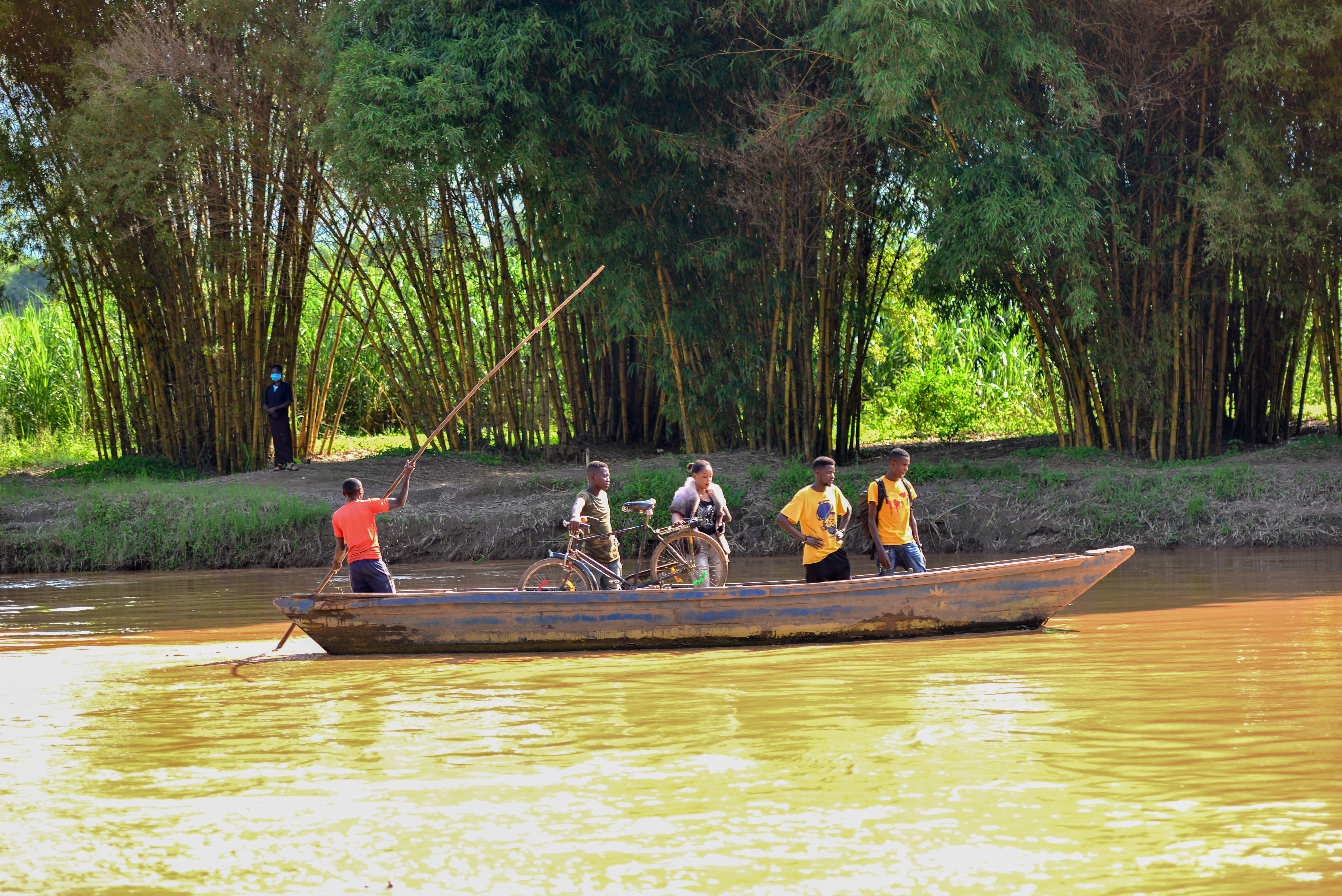
Atravesando el Nyabarongo.

El curso del Nyabarongo fluye a través de una zona de humedales de gran importancia ecológica de unos 142 km² de extensión. Acoge a especies amenazadas, especialmente pájaros, como la garza de Madagascar o garcilla malgache (Ardeola idae), especie amenazada; la especie casi amenazada Gonolek de los papiros (Laniarius mufumbiri), de la familia de las malaconotidae; y la especie vulnerable grulla coronada cuelligrís (Balearica regulorum). También hay ejemplares de sitatunga (Tragelaphus spekii), en situación de ”preocupación menor”.
Estos humedales están bajo seria presión agrícola y no tienen ninguna protección especial.
Las siguientes especies, que habitan en los humedales del Nyabarongo, están calificadas como amenazadas: Laniarius mufumbiri, Cisticola carruthersi, Bradypterus carpalis, Chloropeta gracilirostris, Turdoides sharpei, Ploceus castanops, Nesocharis ansorgei y Serinus koliensis.